# Revengeseekerz
Revengeseekerz es el tercer álbum de estudio de la cantante y productora estadounidense Jane Remover. Se estrenó mediante su sello discográfico DeadAir Records y fue lanzado sin previo aviso por la artista el 4 de abril de 2025.

## Antecedentes
Jane Remover lanzó su segundo álbum de estudio, Census Designated, en 2023.  Recibió críticas positivas de varias publicaciones  y el álbum se ubica en los géneros musicales de shoegaze y post-rock. En 2024, Remover lanzó cuatro sencillos («Flash in the Pan», «Dream Sequence», «Magic I Want U» y «How To Teleport») no relacionados con el lanzamiento de Revengeseekerz. Reveló en un artículo de Billboard de enero de 2025 que grabó un álbum de 18 canciones que contenía los sencillos lanzados anteriormente durante el verano de 2024, pero a fin de cuentas optó por descartarlo a favor del proyeto que llegó a ser Revengeseekerz.  Conceptualizó el álbum mientras iba de gira con JPEGMafia en su gira Lay Down My Life, y comenzó a trabajar en Revengeseekerz en septiembre de 2024 una vez finalizada la gira.  Durante febrero de 2025, lanzó su álbum Ghostholding bajo el alias Venturing.  A lo largo de 2025, estará de gira por los Estados Unidos y Canadá en su gira llamada 'Turn Up or Die Tour'

## Promoción y lanzamiento
Remover anunció Revengeseekerz el 1 de enero de 2025. Ese día, lanzó su sencillo principal, «JRJRJR», y un video musical codirigido por Parker Corey .   Un segundo sencillo, «Dancing with Your Eyes Closed», se lanzó el 26 de febrero de 2025, con un video musical codirigido por Noah Sellers.   El 27 de febrero de 2025, Remover tuiteó «Revenge next» (en español: Ahora venganza), un mensaje parecido al anuncio de su seudónimo alternativo Venturing, Ghostholding .  La portada del álbum Revengeseekerz se reveló el 17 de marzo de 2025 y la lista de canciones se reveló el 28 de marzo.  Sin aviso previo, Revengeseekers se estrenó el 4 de abril de 2025, acompañado por un video musical de "Angels in Camo", una de las canciones no-sencillos del álbum. codirigido por Noah Sellers. 

## Recepción crítica
Revengeseekerz ha sido elogiado por la crítica. Kieran Press-Reynolds en una reseña de la publicación de música Pitchfork describió el álbum como "entre la música más intensa que Jane Remover ha creado jamás". Press-Reynolds destacó "Dark Night Castle" como un momento de "belleza tranquila" y afirmó que "Experimental Skin" sonaba como si Remover "hubiera grabado la canción y luego había a cinco pinchadiscos que la modifiquen, haciendo clic en todos los botones a la vez". También sintió que lo que hizo que las canciones de Revengeseekerz funcionaran tan bien es que están "tan cuidadosamente compuestas, tan intencionales, que cada eructo cyborgiano y cada caja de acero encajan a la perfección".  Matt Mitchell de Paste consideró que Revengeseekerz era el álbum "más directo" de Remover hasta la fecha y afirmó que en el álbum Remover "presenta un mundo complicado y despreciativo". Mitchell destacó  "JRJRJR" como "una canción ejemplar de Jane Remover", además de nombrar a "Professional Vengeance" como la canción más arreglada del álbum.

## Lista de canciones
| Lista de caciones de Revengeseekerz |                                 |          |  |
| N.º                                 | Título                          | Duración |  |
| 1.                                  | «Twice Removed»                 | 3:59     |  |
| 2.                                  | «Psychoboost (con Danny Brown)» | 4:04     |  |
| 3.                                  | «Star People»                   | 4:19     |  |
| 4.                                  | «Experimental Skin»             | 5:00     |  |
| 5.                                  | «Angels in Camo»                | 3:41     |  |
| 6.                                  | «Dreamflasher»                  | 3:44     |  |
| 7.                                  | «Turn Up or Die»                | 4:41     |  |
| 8.                                  | «Dancing with Your Eyes Closed» | 3:50     |  |
| 9.                                  | «Fadeoutz»                      | 3:20     |  |
| 10.                                 | «Professional Vengeance»        | 3:56     |  |
| 11.                                 | «Dark Night Castle»             | 4:18     |  |
| 12.                                 | «JRJRJR»                        | 4:28     |  |
| 49:26                               |                                 |          |  |